# Gerbillus agag
Gerbillus agag (піщанка Агаг) — поширена в основному в південній Мавританії до північної Нігерії та Судану. Інформації про цей вид мало. Імовірно, зустрічається в посушливих районах.